# Paide
Paide (en alemany, Weissenstein) és la capital del comtat de Järva, Estònia.

## Etimologia
El nom alemany de Paide, Weissenstein (originalment Wittenstein o Wittensten en baix alemany) significa "pedra blanca". Aquest nom es deriva de la pedra calcària usada per a la construcció del castell de Paide. També s'ha utilitzat una traducció llatina d'aquest, Albus Lapis. El nom estonià Paide va ser utilitzat per primera vegada el 1564 com a Paida, i es creu que deriva de la paraula paas, pae "calcària".

## Llocs d'interès

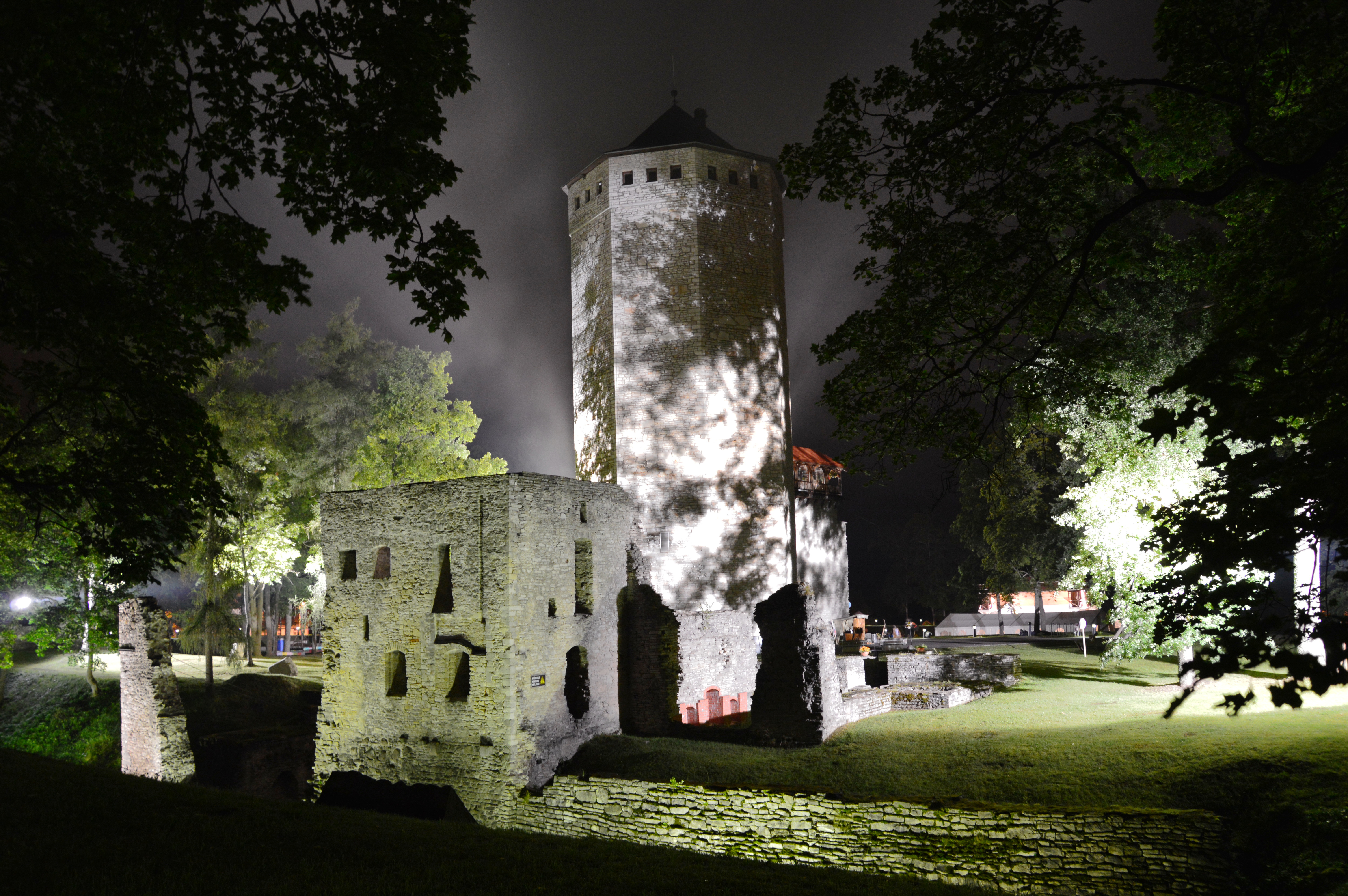
Castell de Paide de nit

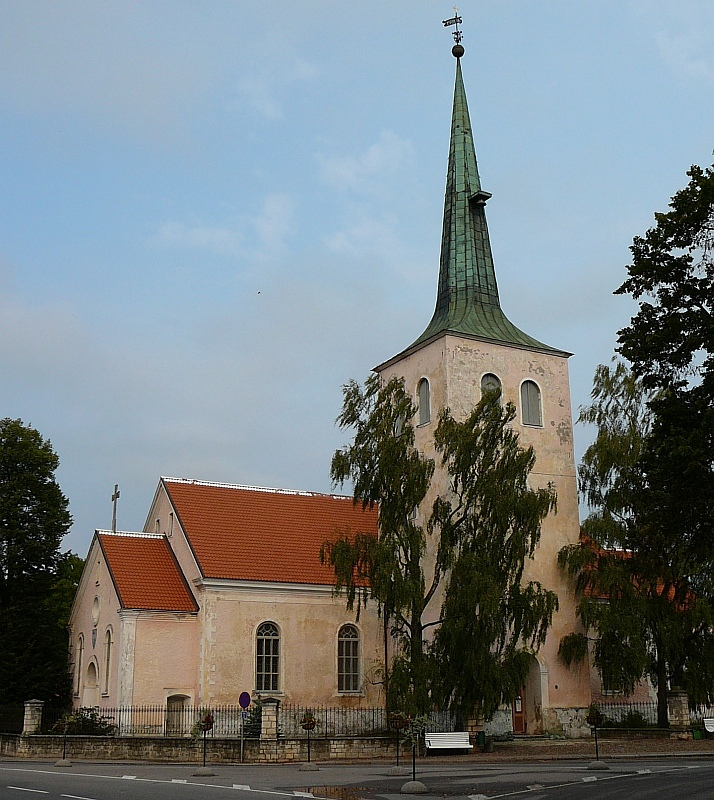
Església de Paide

### Paide vallitorn
El castell de Paide es va construir per ordre de Konrad von Mandern, amo de l'Orde de Livònia, en algun moment del 1265 o el 1266. Va ser construït des del principi al voltant de la torre central o de la torre de conservació, coneguda localment com la torre Tall Hermann o Vallitorn. Amb els seus sis pisos, la torre sempre ha estat el nucli del complex del castell. La fortalesa es va reforçar durant els segles xiv i xv, quan es van ampliar les muralles i es van afegir torres. També es va modernitzar per poder complir la nova amenaça d'armes de foc. Durant el segle xvi, el castell es va modificar de nou mitjançant l'addició de baluards exteriors.
Durant la guerra de Livònia, el castell va ser assetjat repetidament per les tropes russes, i el 1573 va ser ocupat per tropes lleials a Ivan el Terrible. Després d'això, el castell va canviar de mans diverses vegades. També va estar involucrat en els combats durant la guerra polonesa-sueca de 1600-1611, en l'anomenat setge de Weissenstein.
El 1895-1897 es van realitzar treballs de restauració a la torre central i algunes altres parts del castell. No obstant això, el 1941, durant la Segona Guerra Mundial, les tropes soviètiques en retirada van explotar la torre central i no es va reparar fins després de la recuperació de la independència d'Estònia, el 1990-1993.
Avui la torre central restaurada acull una part del museu del comtat de Järva.

### Església de Paide
L'església de Paide originalment data del segle xvi, però ha estat molt malmesa tant en la guerra com en diversos incendis, i l'edifici actual data principalment d'una reconstrucció que va tenir lloc el 1909-1910 sota la supervisió de l'arquitecte JC Mühlhausen.

## Residents notables
- Ita Ever, actriu de teatre i cinema
- Johannes Hesse, pare de l'autor Hermann Hesse
- Tullio Ilomets, químic
- Carmen Kass, model
- Kalle Kiik, mestre internacional d' escacs
- Arvo Pärt, compositor de música clàssica
- Toomas Raudam, escriptor

## Relacions Internacionals

### Ciutats agermanades
Paide està agermanada amb:
- Annaberg-Buchholz, Alemanya
- Fredensborg-Humlebæk, Dinamarca
- Håbo, Suècia
- Hamina, Finlàndia
- Havířov, República Txeca
- Mažeikiai, Lituània
- Pereiaslav, Ucraïna
- Saldus, Letònia
- Westminster, Maryland, Estats Units